# Otto-Wilhelm Förster
Otto-Wilhelm Förster (* 16. März 1885 in Ilmenau; † 24. Juni 1966 in Walsrode) war ein deutscher General der Pioniere im Zweiten Weltkrieg und maßgeblich an der Errichtung des Westwalls beteiligt.

## Leben
Nachdem er das Abitur absolviert hatte, trat Förster am 12. März 1903 als Fahnenjunker in das Garde-Pionier-Bataillon der Preußischen Armee ein. Am 18. Oktober 1903 wurde er zum Fähnrich ernannt, am 18. August 1904 erfolgte die Beförderung zum Leutnant. Danach wurde Förster zur Artillerie- und Ingenieurschule und ab 1. Oktober 1910 für ein Jahr zum Königin Augusta Garde-Grenadier-Regiment Nr. 4 abkommandiert. Von Oktober 1911 bis Juli 1914 besuchte er die Kriegsakademie und wurde dort zwischenzeitlich am 18. August 1912 zum Oberleutnant befördert.
Bei Beginn des Ersten Weltkrieges 1914 war Förster als Adjutant des Generals der Pioniere beim Armeeoberkommando 3 eingesetzt. Ab September 1914 fungierte er als Kompaniechef, ehe er im März 1915 in den Stabsdienst wechselte und den Krieg über in verschiedenen Generalstäben diente.
1919 erfolgte seine Versetzung in das Reichswehrministerium. Er war dann an mehreren anderen Stellen eingesetzt, bevor er 1923 im Stab des Infanterieführers IV und ab 1925 im Stab der 1. Division in Königsberg tätig war.
Am 1. April 1929 erfolgte seine Beförderung zum Oberstleutnant. Im Oktober 1929 übernahm Förster das Kommando über das Pionier-Bataillon Nr. 4 in Magdeburg. Anfang 1933 wurde ihm die Aufgabe als Inspekteur der Pioniere und Festungen übertragen. Wesentlichstes Vorhaben in dieser Zeit war die Planung des Westwalls, für den er maßgeblich verantwortlich zeichnete. Im Zuge der Wahrnehmung dieser Aufgabe wurde er 1934 zum Generalmajor, 1937 zum Generalleutnant und 1938 zum General der Pioniere befördert.
1938 wurde er Kommandierender General des VI. Armeekorps und erhielt gleichzeitig das Kommando über den Wehrkreis VI (Münster), welches er im August 1939 wieder abgab. Am 23. August 1941 wurde Förster mit dem Ritterkreuz des Eisernen Kreuzes ausgezeichnet. Ende 1941 gab er jedoch das Kommando über das VI. Armeekorps ab. Ein weiterer Einsatz Försters im Zweiten Weltkrieg erfolgte nicht mehr: 1942 wurde er zur Führerreserve des Oberkommandos des Heeres versetzt, am 31. Januar 1944 erfolgte seine Verabschiedung.
Förster wurde im Verwaltungsdienst in Ostpreußen tätig. Bei Kriegsende befand er sich in seiner thüringischen Heimat, wo er am 12. August 1945 in sowjetische Kriegsgefangenschaft geriet. Seine Entlassung erfolgte im Oktober 1955.

## Auszeichnungen
- Eisernes Kreuz II. und I. Klasse[2]
- Ritterkreuz des Königlichen Hausordens von Hohenzollern mit Schwertern[2]
- Hanseatenkreuz Hamburg[2]
- Ritterkreuz II. Klasse des Ordens vom Weißen Falken mit Schwertern[2]
- Wilhelm-Ernst-Kriegskreuz[2]
- Kreuz für Verdienste im Kriege[2]
- Spange zum Eisernen Kreuz II. und I. Klasse

## Ehrungen
In der Zeit des Nationalsozialismus war in Magdeburg eine Straße nach ihm als Oberst-Förster-Weg benannt. 1944–45 wurde eine Straße mit dem Namen „General-Förster-Allee“ auf dem Gelände der Pionier-Kaserne (Pionierschule) in Dessau-Roßlau nach ihm benannt.
Im Jahr 1965 wurde Förster zum Ehrenvorsitzenden des Waffenrings Deutscher Pioniere ernannt.

## Werke
- Das Befestigungswesen. Rückblick und Ausschau. Vowinckel, Neckargemünd 1960 (Die Wehrmacht im Kampf; Bd. 25).